# 강보육
강보육(康寶育)은 신라(新羅) 말기의 송악(松岳)지역의 승려, 호족으로, 고려(高麗) 태조 왕건(太祖 王建)의 외고조부이며, 왕건(王建)의 증조모 정화왕후(貞和王后)의 친정아버지였다. 본명은 손호술(損乎述)이었다가 뒤에 보육(寶育)으로 개명하였다. 왕건(王建)은 자신의 증조할아버지를 국조 원덕대왕(國祖 元德大王)으로 추존하였으나, 일부는 그의 외손자 작제건(作帝建)의 생부 국조 원덕대왕(國祖 元德大王)을 보육(寶育)이라 하여 혼동되기도 했다.
본명은 손호술(損乎述), 호는 죽헌거사(竹軒居士)이다. 본관은 신천(信川)이다.

## 생애
아버지는 송악(松岳)의 호족인 강충(康忠)이고 어머니는 강서(康敍) 영안촌의 부잣집 딸인 구치의의 딸이며, 고구려계 신라 유민으로 별칭이 성골장군이었던 호경의 손자였다. 그에게는 형 이제건과 형 또는 동생인 강보전이 있었다. 본명은 손호술(損乎述)이었다가 뒤에 보육으로 이름을 개명하였다.
아버지 강충은 송악의 호족으로 출사하여 사찬과 상사찬, 아간을 역임했다. 김관의(金寬毅)의 《편년통록(編年通錄)》, 민지(閔漬)의 《편년강목(編年綱目)》에 의하면 그는 지리산으로 들어가 승려가 되었다가 다시 구룡산(평나산) 북쪽 산기슭으로 이사했다가 다시 마가갑으로 이사하였으며, 뒤에 환속하였다. 편년통록, 편년강목, 고려사, 고려사절요에 의하면 보육은 마가갑에서 생활하다가, 어느날 밤 꿈에 그가 곡령재에 올라가 남쪽을 향해 오줌을 누었더니 그 오줌이 주변을 꽉 차서 산과 땅이 바다로 변하였다. 다음날 강보육은 형 이제건을 찾아가 꿈을 말하자, 이제건은 너는 큰 사람을 낳을 것이라며 자신의 딸, 보육의 조카딸인 덕주를 주어 그와 혼인하게 하였다. 이제건은 딸 덕주가 있었고 보육에게는 딸만 둘 있었는데 그 중 둘째딸 진의는 언니의 꿈을 산 뒤 고려 국조 또는 당 숙종(또는 선종)과 동침하여 작제건을 낳았다고 한다. 작제건은 왕건의 할아버지로 진의는 왕건에 의해 정화왕후에 추존되었다.

## 가계
- 증조부 : 강씨(康氏)[3]
- 증조모 : 미상(未詳)[4]
  - 조부 : 호경(虎景)
  - 조모 : 좌곡 여인(坐谷 女人)[5]
    - 아버지 : 강충(康忠), 신라(新羅)에서 아간(阿干)을 지냈다.
    - 어머니 : 구치의(具置義) - 서강(西江) 영안촌(永安村) 부자(父子) 구씨(具氏)의 딸
      - 형&장인 : 강보승(康寶承)[6]
      - 형수 : 미상(未詳)[7]
      - 형 : 강보전(康寶甸)
      - 문신 : 강보육(康寶育)
      - 부인&조카 : 강덕주(康德州)
        - 아들 : 강적(康迪) - 평장사(平章事)
        - 딸 : 정화왕후(貞和王后) 태조 왕건(太祖 王建)의 증조모(證祖母)
        - 사위 : 국조(國祖) 태조 왕건(太祖 王建)의 증조부(證祖父)

## 같이 보기
- 고려의 건국 신화